# Ромуалд Камински
Рому̀алд Камѝнски (на полски: Romuald Kamiński) е полски римокатолически духовник, викарен епископ на Елшката епархия и титулярен епископ на Агунтум (2005 – 2017), епископ на Варшавско-Пражката епархия от 2018 година.

## Живот
Ромуалд Камински е роден на 7 февруари 1955 година в село Янувка, близо до Аугустов. Завършва Висшата духовна семинария във Варшава.
На 7 юни 1981 година е ръкоположен за свещеник от Йежи Модзелевски, викарен епископ на Варшавската епархия. Защитава магистърска теза по патрология. В периода 1981 – 1983 година служи в енорията „Божия Майка, Кралица на Полша“ в Отвоцк. През 1992 година е назначен за канцлер на епископската курия на новосъздадената Варшавско-Пражка епархия. От 1998 година носи почетната титла „капелан на Негово Светейшество“.
На 8 юни 2005 година на папа Бенедикт XVI го номинира за викарен епископ на Елшката епархия и титулярен епископ на Агунтум. Приема епископско посвещение (хиротония) на 23 юни в елшката катедрала от ръката на Юзеф Ковалчик, апостолически нунций в Полша, в съслужие с Йежи Мазур, елшки епископ и Кажимеж Романюк, варшавско-пражки почетен епископ. На 14 септември 2017 година папа Франциск го номинира за епископ коадютор на Варшавско-Пражката епархия, а на 8 декември за неин епископ. Приема канонично епархията, след което влиза в Пражката катедрала като епископ на 20 януари 2018 година.